# Biegacz wręgaty

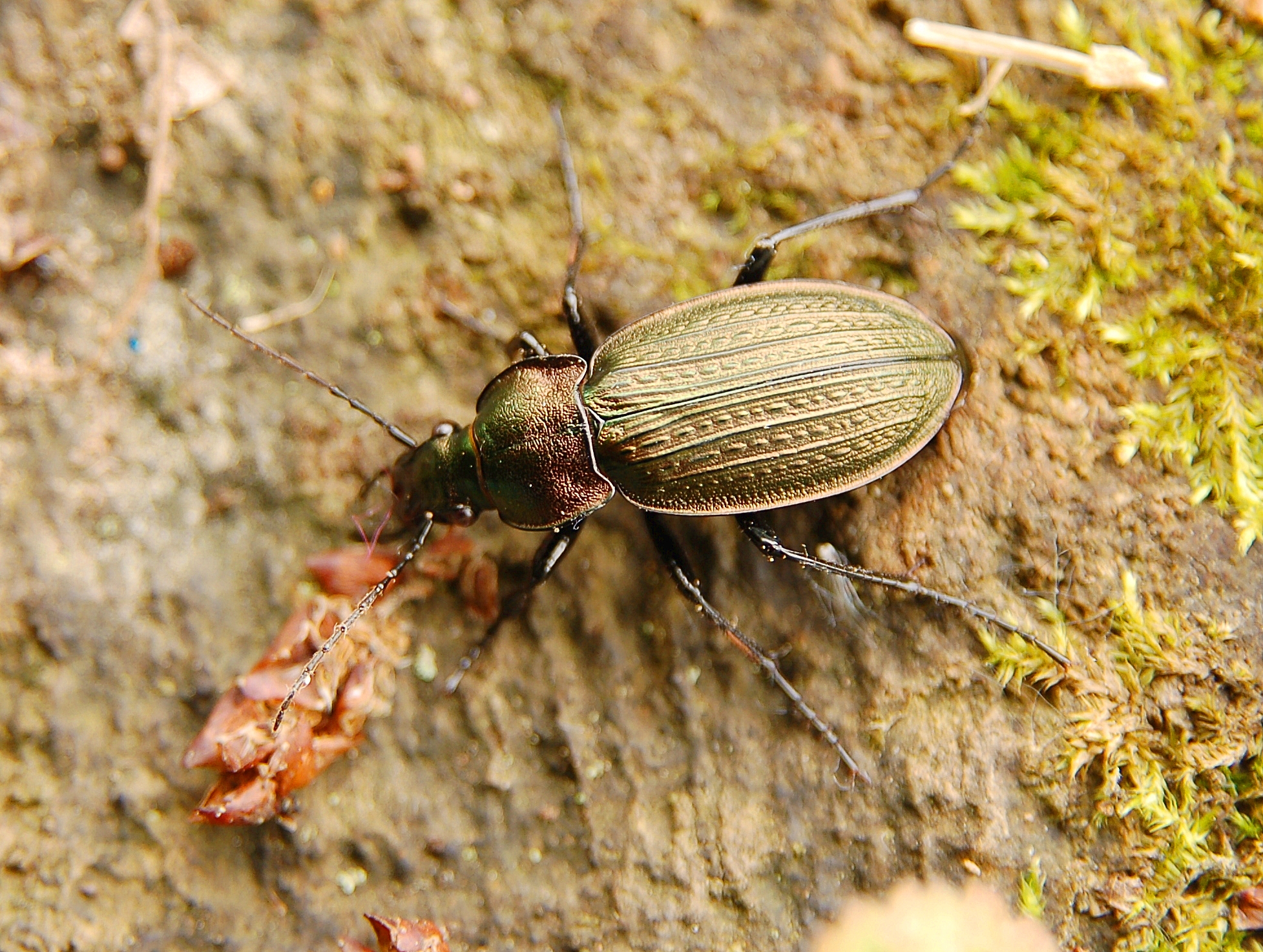
Biegacz wręgaty

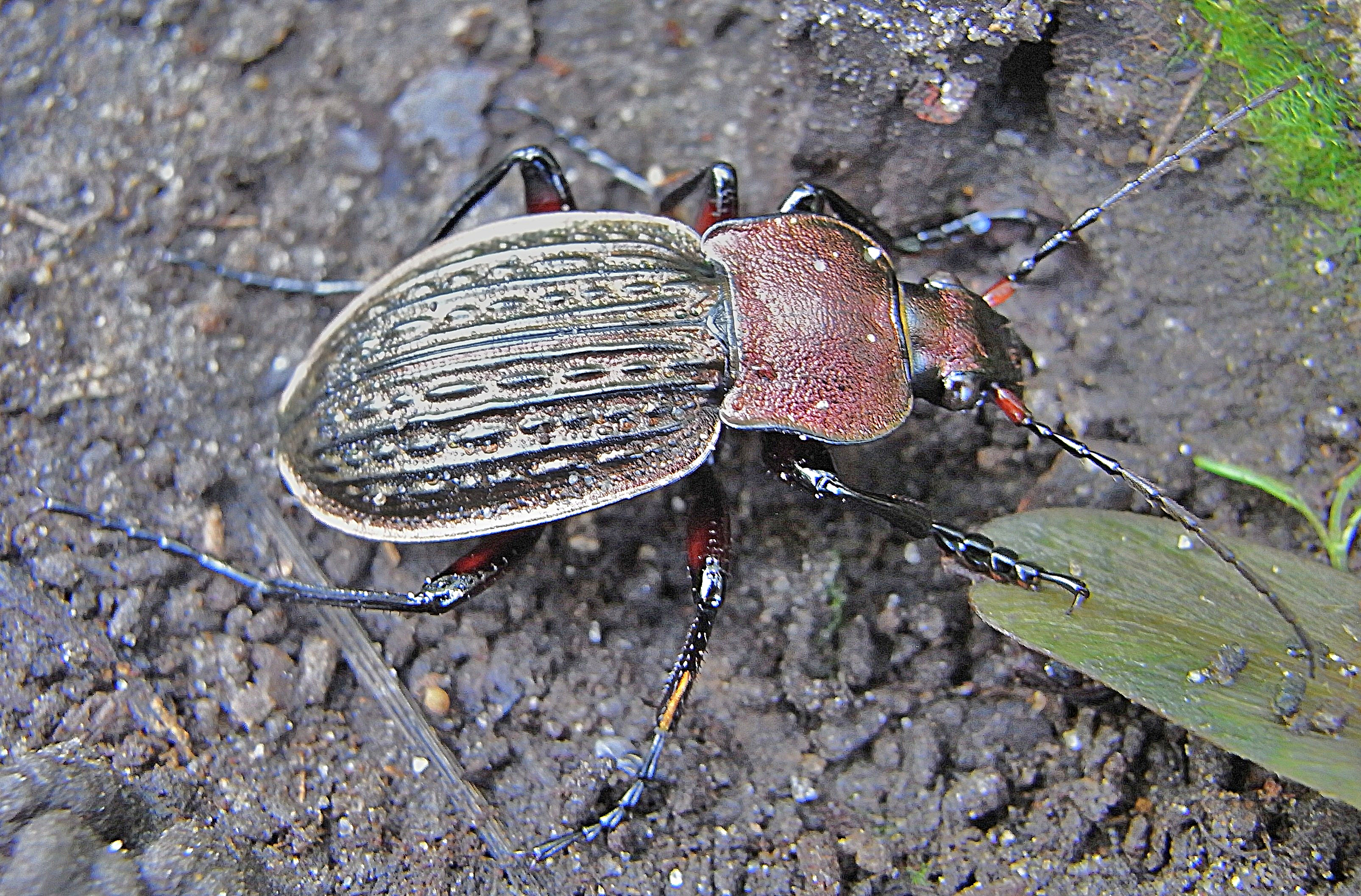
C. cancellatus tibiscinus

Biegacz wręgaty (Carabus (Tachypus) cancellatus) – gatunek chrząszcza z rodziny biegaczowatych (Carabidae) i podrodziny Carabinae.

## Taksonomia
Gatunek został opisany w 1798 roku przez Johanna Karla Wilhelma Illigera. Klasyfikowany jest obecnie w podrodzaju Tachypus, zaliczanym do podziału (subdivisio) Latitarsi w dziale (divisio) Multistriati. Dawniej zaliczany do podrodzaju Cancellocarabus, obecnie zsynonimizowanego z Tachypus.

## Opis
Ciało długości od 16 lub 17 do 32 mm. Duży biegacz o pokrywach z wyraźnymi żeberkami i pojedynczymi rzędami guzków pomiędzy nimi. Rzędy wzgórków wyraźne i nieprzerywane dużymi dołkami. Grzbietowa część ciała ubarwiona metalicznie, miedzianie, czasem zielonkawo. Przedplecze o krawędzi bocznej ze szczecinkami, a tylnych kątach wystających do tyłu. Pierwszy człon czułków zwykle czerwony, ale może być też czarny. Czwarty człon czułków na wierzchołku niemal nagi. Odnóża czerwonawe lub czarne.

## Biologia i ekologia

### Pożywienie
Głównie larwy owadów i inne drobne bezkręgowce: ślimaki i dżdżownice. Jedzą także padlinę. Drapieżne są zarówno owady dorosłe, jak i larwy.

### Cykl życiowy
Owady dorosłe wychodzą z kryjówek w kwietniu (wcześniej na południu, później na północy areału występowania) i żyją do sierpnia. W tym czasie odbywają się gody i samica składa ok. 45 jaj, z których wylęgają się żarłoczne larwy. Larwy przepoczwarzają się jeszcze w tym samym roku i dorosłe owady pojawiają się znów jesienią: we wrześniu i październiku. Zimują pod korą lub zagrzebane w kępach traw, gdzie czekają do kwietnia roku następnego.

### Zachowanie
Biegają bardzo szybko i sprawnie. Zaniepokojone potrafią wyrzucać sok żołądkowy na odległość 25 cm.

### Habitat
Występuje do wysokości 1000 m n.p.m. Zasiedla głównie obszary pól i łąk, miejscami jest bardzo liczny. Spotykany także w lasach.

## Rozprzestrzenienie
Gatunek eurosyberyjski, rozprzestrzeniony od Hiszpanii po Bajkał. W Europie wykazany z Albanii, Austrii, Belgii, Bośni i Hercegowiny, Bułgarii, Białorusi, Czech, Chorwacji, Cypru, Danii, Estonii, europejskiej Turcji, Finlandii, Francji, Hiszpanii, Holandii, byłej Jugosławii, Luksemburgu, Liechtensteinu, Litwy, Łotwy, Mołdawii, Niemiec, Norwegii, obwodu królewieckiego, Polski, europejskiej Rosji, Rumunii, Słowacji, Słowenii, Szwecji, Szwajcarii, Ukrainy, Węgier, Wielkiej Brytanii i Włoch. Poza Europą znany z Syberii i Kazachstanu. Na Wyspach Brytyjskich i w Ameryce Północnej został wprowadzony. W Polsce na terenie całego kraju.

### Podgatunki
Wyróżnia się 9 podgatunków tego biegacza:
- Carabus cancellatus alessiensis Apfelbeck, 1901
- Carabus cancellatus cancellatus Illiger, 1798
- Carabus cancellatus carinatus Charpentier, 1825
- Carabus cancellatus corpulentus Kraatz, 1880
- Carabus cancellatus emarginatus Duftschmid, 1812
- Carabus cancellatus excisus Dejean, 1826
- Carabus cancellatus graniger Palliardi, 1825
- Carabus cancellatus tibiscinus Csiki, 1906
- Carabus cancellatus tuberculatus Dejean, 1826